# 1200-talet f.Kr.
Denna artikel handlar om seklet 1200-talet f.Kr., åren 1299-1200 f.Kr. För decenniet 1200-talet f.Kr., åren 1209-1200 f.Kr., se 1200-talet f.Kr. (decennium).

## Händelser
- Mitanniriket delas mellan Hettiterriket och Assyrien. Se hurriter.
- Språket palaiska dör ut.

## Födda
- Ramses III, egyptisk farao.
- Setnakhte, egyptisk farao.

## Avlidna
- cirka 1224 f.Kr. – Ramses II, egyptisk farao.
- Amenmesse, egyptisk farao.
- Horemheb, egyptisk farao.
- Merneptah, egyptisk farao.
- Ramses I, egyptisk farao.
- Seti I, egyptisk farao.